# Kissy Chandiramani
Kissy Chandiramani Ramesh (Ceuta, España, 8 de marzo de 1979) es una política española de Ceuta. Miembro del gobierno autonómico de Ceuta, fue diputada brevemente en el Congreso de los Diputados en 2019 como parte del grupo parlamentario del Partido Popular (PP).

## Biografía
Nacida en Ceuta el 8 de marzo de 1979, es miembro de la comunidad hindú de Ceuta. Obtuvo una licenciatura en derecho de la Universidad CEU San Pablo (1997-2001) y otra licenciatura en derecho de la UE de la Sorbona (2001-2002). Trabajó como administrativa en un despacho de abogados y como comercial en una oficina de BBVA .   Tras presentarse en el puesto 12º de la lista del Partido Popular (PP) para las elecciones locales de Ceuta de 2003, se convirtió en miembro de la Asamblea de Ceuta en 2003. Fue nombrada consejera de Economía, Hacienda y Función Pública del gobierno autónomo de Ceuta en 2017. 
Tras el nombramiento de Juan Bravo Baena como Consejero de Economía de la Junta de Andalucía, Kissy tomó posesión de su escaño por Ceuta en el Congreso de los Diputados el 12 de febrero de 2019.  Se convirtió así en la "primera congresista de origen hindú". Asumió nuevamente el cargo de ministra de Economía, Hacienda y Función Pública del gobierno autónomo de Ceuta en marzo de 2020. 